# Diocesi di Formosa (Brasile)
La diocesi di Formosa (in latino: Dioecesis Formosensis) è una sede della Chiesa cattolica in Brasile suffraganea dell'arcidiocesi di Brasilia. Nel 2021 contava 299.000 battezzati su 398.807 abitanti. È retta dal vescovo Adair José Guimarães.

## Territorio
La diocesi comprende 22 comuni nel nord-est dello stato brasiliano di Goiás: Água Fria de Goiás, Alto Paraíso de Goiás, Alvorada do Norte, Buritinópolis, Cabeceiras, Cavalcante, Colinas do Sul, Damianópolis, Divinópolis de Goiás, Flores de Goiás, Formosa, Guarani de Goiás, Iaciara, Mambaí, Nova Roma, Planaltina, Posse, São Domingos, São João d'Aliança, Simolândia, Sítio d'Abadia e Vila Boa.
Sede vescovile è la città di Formosa, dove si trova la cattedrale dell'Immacolata Concezione (Nossa Senhora da Imaculada Conceição).
Il territorio si estende su una superficie di 47.533 km² ed è suddiviso in 33 parrocchie, raggruppate in 4 settori pastorali.

## Storia
La prelatura territoriale di Formosa fu eretta il 26 marzo 1956 con la bolla Ad facilius et fructuosius di papa Pio XII, ricavandone il territorio dall'arcidiocesi di Goiás, che contestualmente divenne diocesi, e dalla prelatura territoriale di São José do Alto Tocantins, che contestualmente fu soppressa.
Originariamente suffraganea dell'arcidiocesi di Goiânia, l'11 ottobre 1966 è entrata a far parte della provincia ecclesiastica dell'arcidiocesi di Brasilia.
Il 16 ottobre 1979 la prelatura territoriale è stata elevata al rango di diocesi con la bolla Cum Praelaturae di papa Giovanni Paolo II.
Nel marzo 2018 il vescovo José Ronaldo Ribeiro, il vicario generale e altri quattro sacerdoti sono stati arrestati con l'accusa di associazione per delinquere.

## Cronotassi dei vescovi
Si omettono i periodi di sede vacante non superiori ai 2 anni o non storicamente accertati.
- Sede vacante (1956-1961)

- Victor João Herman José Tielbeek, SS.CC. † (4 febbraio 1961 - 24 dicembre 1997 deceduto)
- João Casimiro Wilk, O.F.M.Conv. (28 gennaio 1998 - 9 giugno 2004 nominato vescovo di Anápolis)
- Paulo Roberto Beloto (16 novembre 2005 - 23 ottobre 2013 nominato vescovo di Franca)
- José Ronaldo Ribeiro (24 settembre 2014 - 12 settembre 2018 dimesso)[3]
- Adair José Guimarães, dal 27 febbraio 2019

## Statistiche
La diocesi nel 2021 su una popolazione di 398.807 persone contava 299.000 battezzati, corrispondenti al 75,0% del totale.
| anno | popolazione | popolazione | popolazione | presbiteri | presbiteri | presbiteri | presbiteri                | diaconi | religiosi | religiosi | parrocchie |
| anno | battezzati  | totale      | %           | numero     | secolari   | regolari   | battezzati per presbitero | diaconi | uomini    | donne     | parrocchie |
| ---- | ----------- | ----------- | ----------- | ---------- | ---------- | ---------- | ------------------------- | ------- | --------- | --------- | ---------- |
| 1966 | 115.000     | 120.000     | 95,8        | 2          | 2          |            | 57.500                    |         | 4         | 24        | 7          |
| 1970 | 115.000     | 120.000     | 95,8        | 3          | 2          | 1          | 38.333                    |         | 15        | 43        | 8          |
| 1976 | 105.000     | 120.000     | 87,5        | 11         | 2          | 9          | 9.545                     |         | 15        | 42        | 10         |
| 1980 | 113.000     | 147.000     | 76,9        | 14         | 4          | 10         | 8.071                     |         | 14        | 38        | 11         |
| 1990 | 163.000     | 197.000     | 82,7        | 17         | 8          | 9          | 9.588                     |         | 12        | 38        | 16         |
| 1999 | 220.000     | 285.427     | 77,1        | 19         | 17         | 2          | 11.578                    |         | 2         | 37        | 18         |
| 2000 | 220.000     | 285.427     | 77,1        | 20         | 18         | 2          | 11.000                    |         | 2         | 37        | 20         |
| 2001 | 220.000     | 285.427     | 77,1        | 25         | 23         | 2          | 8.800                     |         | 2         | 37        | 20         |
| 2002 | 222.000     | 285.428     | 77,8        | 23         | 22         | 1          | 9.652                     |         | 1         | 46        | 20         |
| 2003 | 227.000     | 290.792     | 78,1        | 23         | 22         | 1          | 9.869                     |         | 1         | 49        | 21         |
| 2006 | 230.000     | 294.000     | 78,2        | 27         | 26         | 1          | 8.518                     |         | 1         | 46        | 22         |
| 2013 | 257.000     | 346.760     | 74,1        | 35         | 34         | 1          | 7.342                     |         | 4         | 43        | 27         |
| 2016 | 262.100     | 366.900     | 71,4        | 39         | 38         | 1          | 6.720                     |         | 6         | 47        | 27         |
| 2019 | 287.185     | 382.900     | 75,0        | 43         | 41         | 2          | 6.678                     | 4       | 8         | 34        | 34         |
| 2021 | 299.000     | 398.807     | 75,0        | 43         | 43         |            | 6.953                     | 4       | 4         | 45        | 33         |